# Virtual Tape Library

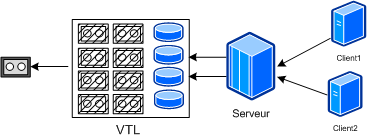
Virtual Tape Library - schéma de principe

Une Virtual Tape Library (VTL, en français : bibliothèque de bandes virtuelles) est un système de stockage informatique incluant un serveur, une grappe de disques et un logiciel capable d'émuler cet espace disque en bandes magnétiques. 
Une VTL fonctionne sous réseau de stockage Fibre Channel ou TCP/IP et se place à côté du serveur d'applications - avec lequel il communique - mais avant les librairies de stockage par bandes magnétiques. Le VTL vise à compenser les inconvénients du stockage sur bande grâce à une couche intermédiaire en système disque. Une des fonctions rendues possibles par la mise en œuvre de VTL est la déduplication.

## Historique
La première VTL du marché a été IBM Virtual Tape Server (VTS) introduite en 1997. Elle était ciblée pour le marché des mainframe, utilisait une interface de type ESCON, et fonctionnait comme une cache disque pour une librairie de type 3494. Une solution concurrente de StorageTek est apparue, StorageTek ayant été par la suite racheté par Sun Microsystems puis Oracle. Les offres ont évolué vers des interfaces de type FICON, et plus récemment vers des solutions sans bandes (uniquement disque). D'autres offres dans le domaine mainframe sont apparues, dont les solutions EMC Corporation DataDomain. Avec la réduction de bande passante nécessaire pour externaliser les sauvegardes, grâce à la déduplication, il est possible de réduire fortement le RPO (perte de données maximale admissible) et le RTO (durée maximale d'interruption admissible).
En dehors des environnements mainframe, les solutions sont de type SCSI, ou plus récemment Fibre Channel ou iSCSI.

## Principaux constructeurs
- IBM
- Oracle
- Quantum Corporation
- QUADStor Systems
- EMC Corporation
- Hewlett-Packard
- Hitachi Data Systems